# Лісі (озеро)
Лісі (груз. ლისის ტბა - Лісіс тба) - невеличке озеро на західній околиці Тбілісі, яке належить до долини річки Кура. Озеро оточене кам'янистим степовим ландшафтом із невеликою рослинністю. Знаходиться на території однойменного парку відпочинку. В 2007 році уряд Грузії продав озеро та навколишні території за 182 млн. доларів компанії GRDC Group, яка планує побудувати навколо озера туристичний комплекс.

## Фауна
Озеро Лісі та навколишні території є домівкою для багатьох видів птахів, в основному водоплавних, зокрема для крижнів і інших видів качок, сірих чапель, бугайчиків, пірникозових, очеретяних лунів, малих підорликів, канюків звичайних та підсоколиків великих. Також на території навколо озера живуть черепахи, змії, лисиці та зайці.

## Клімат
Клімат озера є теплим середземноморським. Середньорічна норма опадів складає приблизно 400 мм. Кількість дощовитих днів на рік не перевищує 30 днів. Озеро покривається льодом лише на 10-20 днів на рік. Температура води коливається від 0°C в січні до 23°C в липні. Максимально зафіксованою температурою є 37°C.

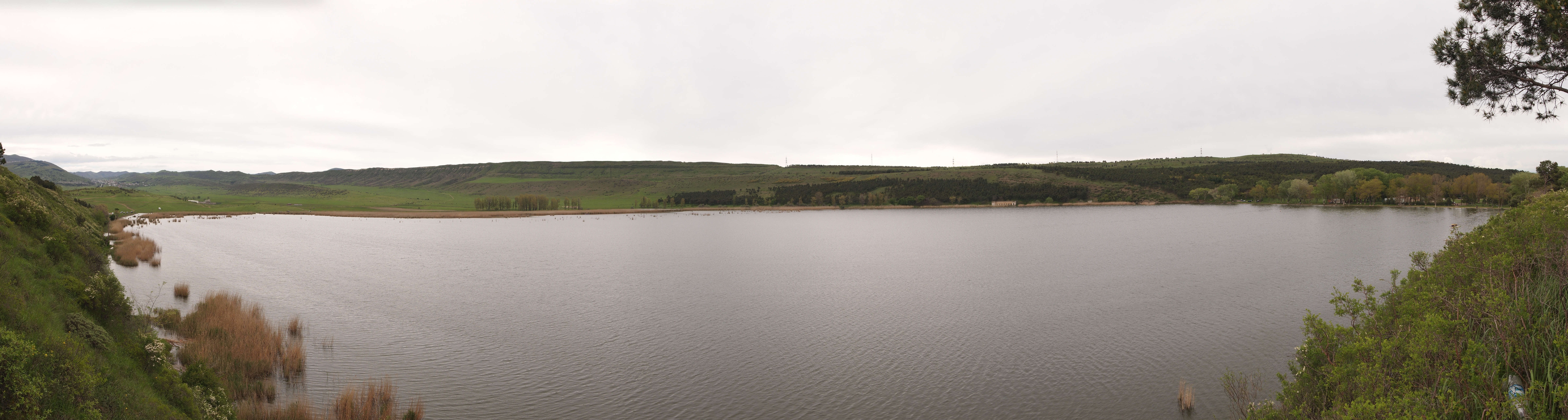
Панорама озера Лісі.